# Autopista Denali
La autopista Denali (oficialmente como la Ruta 8) y conocida en inglés como Denali Highway es una carretera estatal ubicada en el estado de Alaska. La autopista inicia en el sur en la autopista George Parks en Cantwell hacia el norte en la autopista Richardson en Paxson. La autopista tiene una longitud de 217 km (135 mi). La autopista Denali es cerrada en invierno.

## Mantenimiento
Al igual que las carreteras estatales, las carreteras federales, la autopista Denali es administrada y mantenida por el Departamento de Transporte y Servicios Públicos de Alaska por sus siglas en inglés DOT&PF.

## Galería

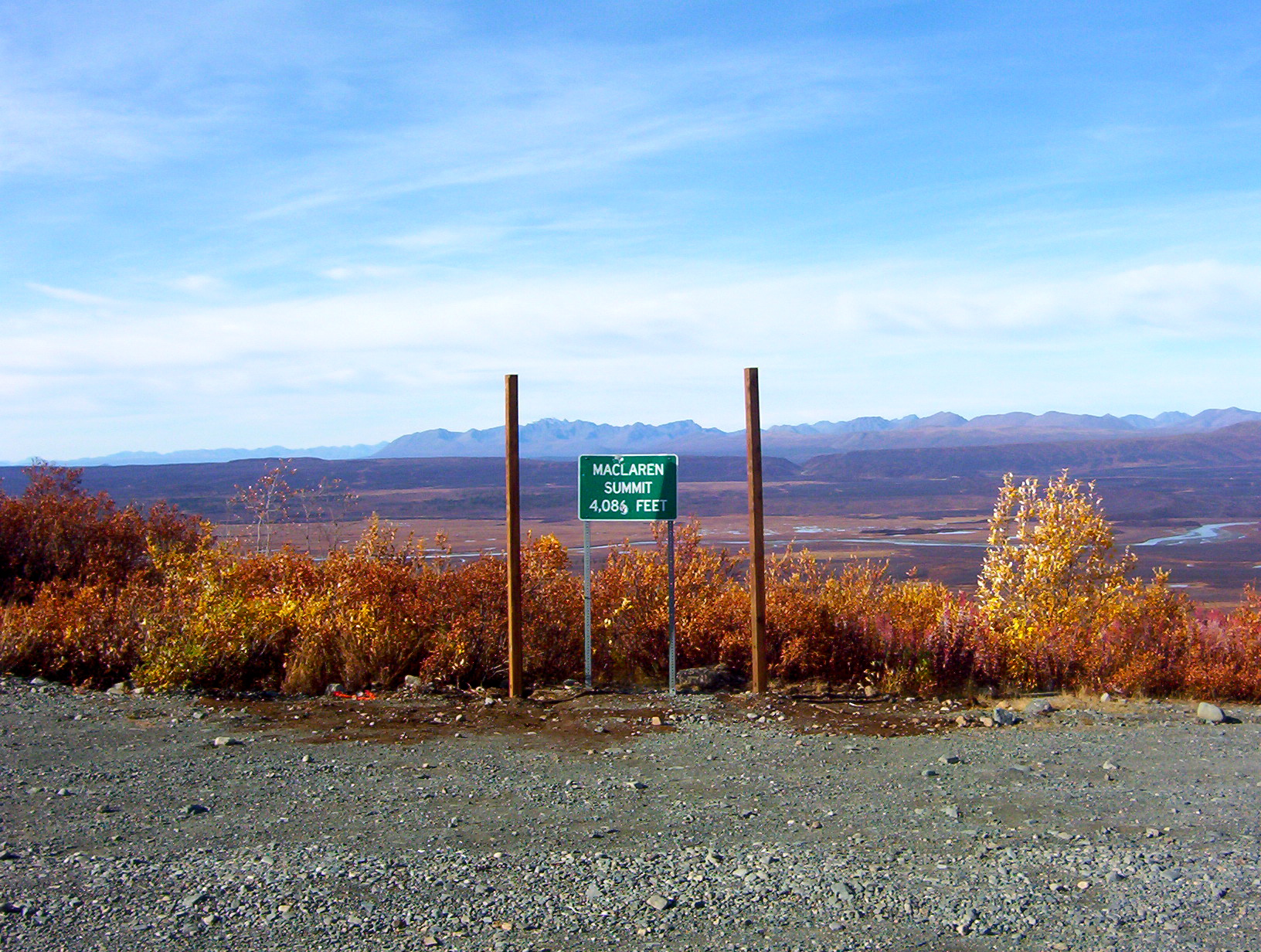
A 4086 pies (1245,41 m), la cima del MacClaren es la punta más alta de la autopista.
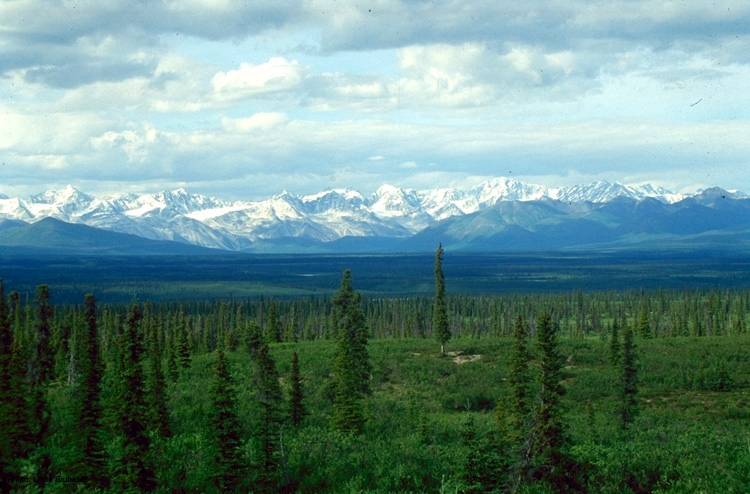
Árboles pícea blanca a lo largo de la autopista Denali.
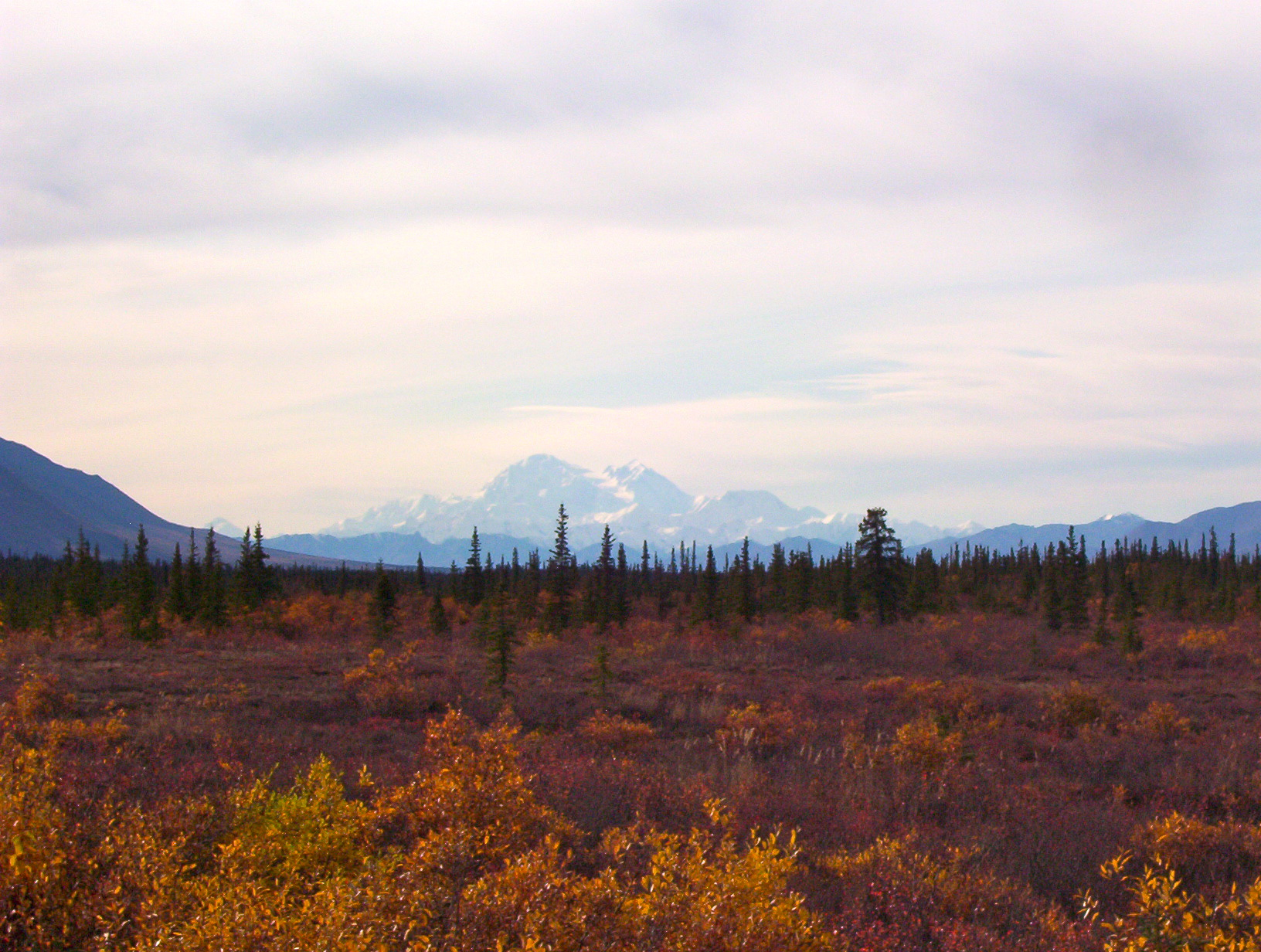
Vista al oeste  viendo hacia el monte Denali.
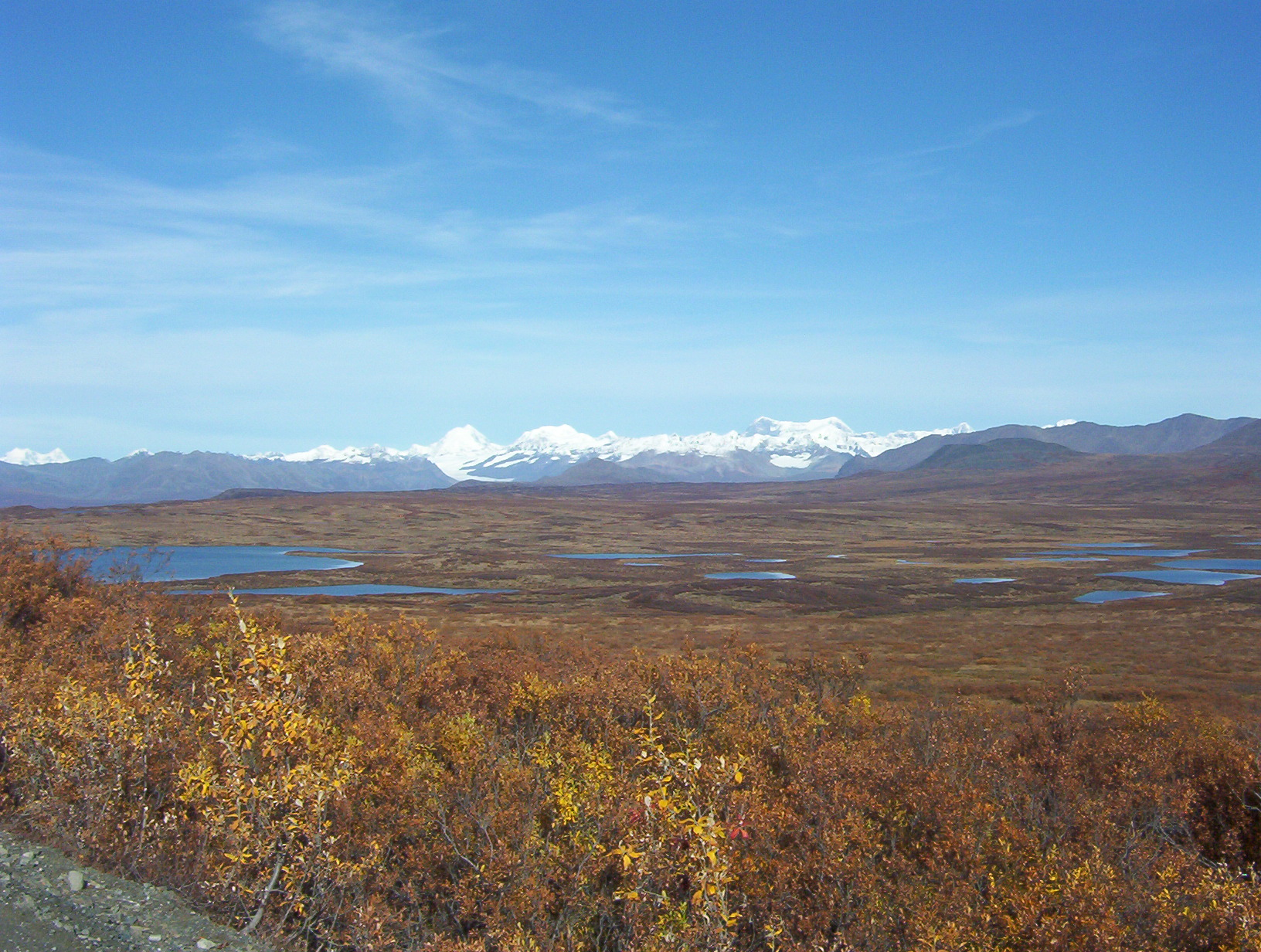
Parte este de la carretera.
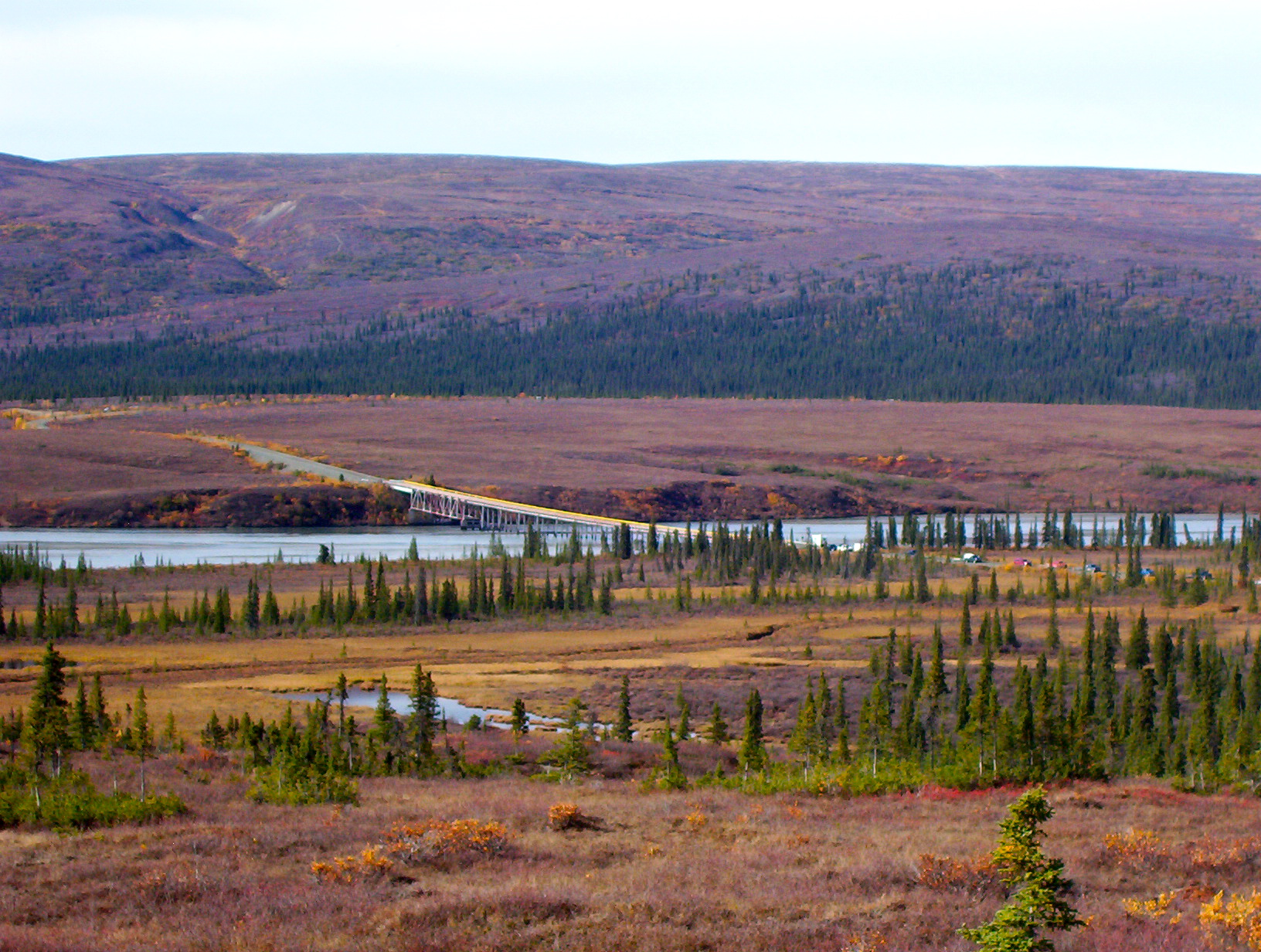
El río Susitna es el único puente en la carretera.